# Strophanthus hispidus
Estrofanto, Strophanthus hispidus,  es una planta de la familia Apocynaceae. Es natural de África, especialmente de las regiones desérticas del Chad y de Sudán.

## Descripción
La planta es una liana o arbusto trepador. El tallo es leñoso y segrega un líquido lechoso cuando se rompe. Trepa a otros árboles más altos y se cuelga de ellos como adornos. Sus hojas son opuestas de color verde y enteras. Las flores tubulares se agrupan en cimas terminales siendo su corola color crema con ráfagas de color púrpura. El fruto es un folículo con piel gruesa que contiene las semillas.

Planta apocinácea cuyas semillas dan una sustancia que actúa como tónico sobre el corazón y que la farmacopea designa con el mismo nombre. En pequeñas dosis es sucedánea de la digital; pero en cantidades es tan tóxica que los africanos la emplean para envenenar sus flechas.

## Composición química
Los principios activos son heterósidos cardiotónicos de tipo cardenólidos (3-7%).

## Actividad farmacológica
Los heterósidos tienen una función cardiotónica, con un efecto inotrópico positivo muy marcado y un efecto cronotrópico negativo poco acentuado.

## Propiedades
- Tónico cardíaco que disminuye la frecuencia cardíaca.
- En grades dosis es un veneno por lo que no es aconsejable su consumo.

## Taxonomía
Strophanthus hispidus fue descrito por Augustin Pyrame de Candolle  y publicado en Bull. Sci. Soc. Philom. Paris 3: 123, pl. 8. 1802.
Etimología
Strophanthus: nombre genérico que deriva de "strophos" y "anthos" (flor torcida) por los segmentos torcidos de su corola que en alguna especies alcanzan hasta 35 cm de longitud.
Sinonimia
- Strophanthus bariba Boye & Bereni
- Strophanthus hirtus Poir.
- Strophanthus niger Blondel
- Strophanthus tchabe Boye & Bereni
- Strophanthus thierryanus K.Schum. & Gilg[2][3]